# マムゼール
マムゼール（ממזר mamzer）とはヘブライ語で「ならず者」という意味。転じて、ユダヤ人の血を引く私生児や、近親相姦によって生まれた子、また父の信仰と母の信仰が違う子を意味する。ユダヤ人社会におけるマムゼールの地位や、ユダヤ人としての権利などについては、ヘブライ聖書やタルムードに詳細な規定がある。マムゼルとも表記する。